# Unplugged (альбом «Машины времени»)
Unplugged — концертный альбом российской и советской рок-группы Машина времени, выпущенный в 1994 году.

## Об альбоме
Альбом представляет собой запись акустического концерта группы 19 октября 1993 года. В концерт вошли песни с альбома Внештатный командир Земли, выпущенного годом ранее, и некоторые другие песни.
Также была виниловая версия этого альбома, выпущенная на пикчерз-виниле, то есть изображение с обложки альбома было нанесено непосредственно на грампластинку. На концерте также исполнялась песня «Снег», которой здесь нет.
Обложка альбома является отсылкой к альбому и мультипликационному фильму группы The Beatles «Жёлтая подводная лодка».

## Список композиций
| №   | Название                            | Автор(ы)                 | Длительность |
| --- | ----------------------------------- | ------------------------ | ------------ |
| 1.  | «Дорога в небо»                     | Кутиков, Макаревич       | 4:25         |
| 2.  | «Внештатный Командир Земли»         | Маргулис, Макаревич      | 4:48         |
| 3.  | «На семи ветрах»                    | Кутиков, Макаревич       | 4:15         |
| 4.  | «Дальше и дальше»                   | Кутиков, Макаревич       | 4:20         |
| 5.  | «Знаю только я»                     | Макаревич                | 3:48         |
| 6.  | «Мой друг (лучше всех играет блюз)» | Маргулис, Макаревич      | 4:21         |
| 7.  | «Этот вечный блюз»                  | Подгородецкий, Макаревич | 4:16         |
| 8.  | «Когда я был большим»               | Подгородецкий, Макаревич | 3:48         |
| 9.  | «Колыбельная»                       | Макаревич                | 2:47         |
| 10. | «Старый корабль»                    | Макаревич                | 3:30         |
| 11. | «Кафе „Лира“»                       | Макаревич                | 3:55         |
| 12. | «Родной дом»                        | Макаревич                | 4:51         |
| 13. | «Три окна»                          | Макаревич                | 4:36         |

## Видеоверсия
Видеоверсия издана в форматах LD и DVD.
| №   | Название                            | Автор(ы)                 | Длительность |
| --- | ----------------------------------- | ------------------------ | ------------ |
| 1.  | «Мегамикс "Акустика"»               |                          | 3:51         |
| 2.  | «Дорога в небо»                     | Кутиков, Макаревич       | 4:11         |
| 3.  | «Внештатный командир Земли»         | Маргулис, Макаревич      | 4:51         |
| 4.  | «На семи ветрах»                    | Кутиков, Макаревич       | 4:13         |
| 5.  | «Дальше и дальше»                   | Кутиков, Макаревич       | 4:21         |
| 6.  | «Знаю только я»                     | Макаревич                | 3:41         |
| 7.  | «Мой друг (лучше всех играет блюз)» | Маргулис, Макаревич      | 4:11         |
| 8.  | «Этот вечный блюз»                  | Подгородецкий, Макаревич | 4:03         |
| 9.  | «Когда я был большим»               | Подгородецкий, Макаревич | 3:40         |
| 10. | «Колыбельная»                       | Макаревич                | 2:39         |
| 11. | «Снег»                              | Макаревич                | 2:07         |
| 12. | «Старый корабль»                    | Макаревич                | 3:27         |
| 13. | «Кафе „Лира“»                       | Макаревич                | 3:54         |
| 14. | «Родной дом»                        | Макаревич                | 4:42         |
| 15. | «Три окна»                          | Макаревич                | 4:39         |
| 16. | «Импровизация \ титры»              |                          | 1:24         |

## В записи участвовали
- Андрей Макаревич — гитара, вокал
- Александр Кутиков — бас, гитара, вокал
- Евгений Маргулис — бас, гитара, вокал
- Пётр Подгородецкий — клавишные, вокал
- Валерий Ефремов — ударные